# Lázár László (orvos)
Lázár László (Lövéte, 1925. február 5. – 2009) erdélyi magyar orvos, kutatóorvos, egyetemi tanár.

## Életútja
Középiskoláit a művészi hajlamaira felfigyelő Nyírő József támogatásával Székelyudvarhelyen a római katolikus gimnáziumban végezte (1944), orvostudományi tanulmányokat Pécsett és Marosvásárhelyt folytatott, itt államvizsgázott (1950). A marosvásárhelyi OGYI bonctani tanszékén kezdte pályáját, az oktatás mellett kutatói munkát is végzett Miskolczy Dezső professzor klinikáján, majd a Román Akadémia marosvásárhelyi kutató állomásának munkatársa. Kórbonctani főorvosi vizsgája (1962) után neuropatológus, doktori címét Bukarestben szerezte meg (1966). Ösztöndíjas a hamburgi, majd több más német egyetemen (1974). 1991-ben kényszernyugdíjazták.
Tudományos tevékenységet főleg az idegszövettan és az embriológia területén végzett. Az idegrostok szerkezeti elemeinek működési és kórtani jelentőségével foglalkozott, adatainak egy részét japán kutatók kiindulási alapként használták fel az ingerületvezetés mechanizmusának magyarázatára irányuló vizsgálataikban. A sclerosis multiplexre vonatkozó eredményeit több kutatóállomás is átvette. Leírta az idegrendszer érfejlődési rendellenességeit és az agyi érbetegségek okozati összefüggéseit. Tanulmányait számos nemzetközi folyóirat (Confinia Neurologica, Journal of the Neurological Sciences, Clinical Experiences in the Brain Stem Discorders, Acta Morphologica Academiae Stientiarum Hungaricae, Arhiv Patologii, Neurochirurgia, Orvosi Szemle) közölte. A Popoviciu-féle Bolile vasculare cerebrale ale creierului vertebro-bazilar (1980) és az Arseni-féle Bolile vasculare ale creierului I-II. (1982) c. tanulmánykötetek társszerzője.

## Tankönyve
- Általános embriológiai fogalmak (kőnyomatos, Marosvásárhely, 1979).

## Kapcsolódó információk
- Bodor Pál: Tudósok műhelyében: Dr. Lázár László. Előre, 1980. január 23.